# Garbage can model
Il garbage can model è un modello che rappresenta una modalità decisionale di gruppo, nell'ambito aziendale.
Il paper originale in cui venne esposto per la prima volta aveva il titolo "A Garbage Can Model of Organizational Choice" (Il modello di scelta organizzativa a cestino dei rifiuti) di Cohen, Michael D.; March, James G.; Olsen, Johan P., 1972 ed includeva anche del codice sorgente in Fortran per dimostrare il modello, non riproposto nelle successive edizioni.

## Descrizione del modello
L'organizzazione è intesa come una "pattumiera" dove un insieme disordinato di oggetti sono mescolati e possono incontrarsi a vicenda.
In questo contenitore vengono inseriti i problemi a cui dare una soluzione, le possibili soluzioni, e infine le persone che devono fare la scelta.
I 4 elementi del contenitore che influenzano la decisione sono:
1. i problemi
2. le decisioni
3. i partecipanti
4. le opportunità di scelta.

L'idea è che il processo decisionale è confuso, poiché problemi e soluzioni vengono estratti dal contenitore in maniera del tutto casuale: c'è mancanza di razionalità tra l'azione dei singoli e l'output complessivo che da quelle azioni si ricava poiché le preferenze individuali sono incerte, le relazioni causa-effetto non sono chiare, e la partecipazione nel prendere decisioni è fluida.
Una decisione sarà, perciò, il risultato di diverse correnti relativamente indipendenti, all'interno della stessa organizzazione.
Preferenze incerte e relazioni causa-effetto poco chiare si trovano in organizzazioni con una struttura tecnologica poco chiara e una politica fallimentare di decisione di obiettivi, come ad esempio le sotto-unità di organizzazioni che hanno obiettivi definiti in maniera molto chiara ma che non hanno un legame logico e ovvio con gli obiettivi dell'organizzazione.
In questo modello le soluzioni sono indipendenti dai problemi, piuttosto che essere risposte ai problemi. I partecipanti e le opportunità di scelta, sono a loro volta indipendenti sia da soluzioni che dai problemi.
Ogni partecipante è dotato di una energia che rappresenta la sua abilità come decision-maker. 
Un problema è dotato di un'energia che rappresenta il suo livello di difficoltà.
La soluzione è caratterizzata da un valore di efficacia.
Le decisioni accadono quando i 4 elementi si incontrano e i decision‐maker hanno sufficientemente energia per affrontare il problema.
La teoria garbage can sul decision making si applica a situazioni caratterizzate dai 3 seguenti fattori:
1. La partecipazione occasionale. Si fa riferimento al ben noto fatto che il grado di attenzione che i partecipanti dedicano tipicamente ad un problema decisionale è molto variabile. I membri di un'organizzazione tendono a entrare ed uscire da situazioni decisionali in accordo con il processi che non sono necessariamente collegati con il problema attuale.
2. Secondo fattore è la decisione tecnologica. si fa riferimento al fatto che relazioni causali che sottostanno a specifici problemi di decisione organizzativa sono molto ambigue nella forma a catena mezzo-fine in cui si presentano. Spesso le relazioni causali diventano chiare solo dopo ricostruzioni ex post, nel momento in cui si razionalizzano le decisioni che sono state già prese.
3. Il terzo fattore sono le problematic preferences, un termine che Cohen, March e Olsen introducono per definire la tendenza generale dei decision maker a scoprire le loro preferenze tramite le azioni piuttosto che agire sulla base di preferenze predefinite e stabili.[1]

Le organizzazioni sono quindi caratterizzate da fluid participation, unclear decision technologies e problematic preferences come definito da Cohen, March e Olsen.
Decisioni, situazioni caratterizzate da partecipazione fluida, tecnologiche decisionali non chiare e preferenze problematiche generano 3 possibili risultati:
1. Decisione dovuta a risoluzione: il problema viene effettivamente risolto grazie al fatto che i partecipanti sono abbastanza coinvolti e preparati, esiste una soluzione al problema e il problema è di semplice comprensione.
2. Decisione dovuta a trascuratezza: il problema viene affrontato secondo rituali che confermano la legittimità dell'organizzazione ma senza risolvere effettivamente il problema.
3. Fuga: il problema viene evitato, rimandando ad un'occasione futura la possibilità di risolverlo, oppure delegando a qualche collega il compito di trattarlo.